# Supercarretera Itaipu
A Supercarretera Itaipu, é uma rodovia do Paraguai que une as cidades de Katueté, (Canindeyú) com Ciudad del Este, (Alto Paraná).

## Municípios atravessados pela rodovia

### NoDepartamento de Alto Paraná
- Ciudad del Este
- Hernandarias
- Itakyry
- San Alberto
- Minga Porá

### NoDepartamento de Canindeyú
- Nueva Esperanza
- Katueté